# Estação Gabriela Mistral
A estação Gabriela Mistral será uma estação metroferroviária localizada no distrito da Penha, no bairro de Penha de França, município de São Paulo. A estação vai atender as linhas 2-Verde, 12-Safira e 13-Jade.
1. ↑  «CPTM vai ter intervalos de metrô e linhas 12 e 13 vão se integrar com a linha 2 na estação Gabriela Mistral – OUÇA». Diário do Transporte. 14 de junho de 2024. Consultado em 14 de agosto de 2025
2. ↑   https://viatrolebus.com.br/2024/03/metro-altera-nome-de-estacao-na-expansao-ate-guarulhos/